# Jean Simmons
Jean Merilyn Simmons (Islington (Londen), 31 januari 1929 - Santa Monica (Californië), 22 januari 2010) was een Engels-Amerikaans actrice. Ze werd vooral bekend met de televisieserie The Thorn Birds, waar zij ook een Emmy Award voor kreeg.

## Loopbaan
Toen Jean Simmons al als tieneractrice alle bijval oogstte in films als Kiss the Bride Goodbye, Caesar and Cleopatra en Great Expectations was het voor filmcritici duidelijk dat ze een toekomst had in de filmindustrie.
In 1950 week Jean Simmons uit naar de Verenigde Staten, waar ze Stewart Granger ontmoette en later met hem trouwde. Ze kregen een dochter in 1956. Hij hielp haar aan een tweejarig contract bij de filmmaatschappij van Howard Hughes. Met haar rol van moordenares in Angel Face in 1952 brak ze door bij het grote publiek.
Met Marlon Brando speelde zij in Désirée onder de regie van Henry Koster de dochter van een Franse handelaar die verliefd wordt op Napoleon Bonaparte.
Hoewel haar toekomst veelbelovend scheen, werd Simmons niet echt een ster, hoewel sommigen beweren dat haar problemen in haar privéleven daar ook iets mee te maken hadden. Tussen haar en Stewart Granger boterde het niet meer en ze lieten in 1960 de scheiding uitspreken. Ze hertrouwde later met filmdirecteur Richard Brooks met wie ze een tweede dochter kreeg in 1961.
Jean Simmons overleed begin 2010 op tachtigjarige leeftijd in haar woning in Santa Monica. Ze leed aan longkanker.

## Onderscheiding
- Officier in de Orde van het Britse Rijk

## Filmografie (selectie)
- 1946: Great Expectations (David Lean)
- 1947: Black Narcissus (Michael Powell en Emeric Pressburger)
- 1948: Hamlet (Laurence Olivier)
- 1952: Angel Face (Otto Preminger)
- 1953: Young Bess (George Sidney)
- 1953: The Robe (Henry Koster)
- 1953: The Actress (George Cukor)
- 1954: The Egyptian (Michael Curtiz)
- 1954: Désirée (Henry Koster)
- 1955: Guys and Dolls (Joseph L. Mankiewicz)
- 1958: Home Before Dark (Mervyn LeRoy)
- 1958: The Big Country (William Wyler)
- 1959: This Earth is Mine (Henry King)
- 1960: Elmer Gantry (Richard Brooks)
- 1960: Spartacus (Stanley Kubrick)
- 1960: The Grass is Greener (Stanley Donen)